# Erich Wolfgang Partsch
Erich Wolfgang Partsch est un musicologue autrichien, spécialiste d'Anton Bruckner et de Gustav Mahler, né le 20 avril 1959 à Vienne (Autriche) et mort le 3 décembre 2014 dans cette même ville.

## Biographie
Erich Wolfgang Partsch suit une formation de guitariste à l'Académie de musique et des arts du spectacle de Vienne avec Karl Scheit et étudie la musicologie et la pédagogie à l'Université de Vienne, où il rédige en 1983 sa thèse intitulée : Artificialité et manipulation : études sur la genèse et la constitution du Spieloper de Richard Strauss avec une considération spéciale sur le Schweigsamen Frau. 
À cette époque, il enseigne la guitare et ce jusqu'en 1989. De 1984 à 2005, il a également enseigné au Conservatoire Franz Schubert. Dès 1988, il travaille comme assistant de recherche à l'Institut Anton Bruckner de Linz, puis à la commission de recherche musicale de l'Académie autrichienne des sciences. À partir de 1990, Partsch travaille comme employé et à partir de 1996 comme vice-président de l'International Gustav Mahler Society. Il participe aux différents Symposium Bruckner, notamment entre 1999 et 2003, successivement à Vienne, Linz, Gmunden et Steyr.

## Publications
- Anton Bruckner und Steyr, Vienne, Musikwissenschaftlicher Verlag, 467 pages, 2003.
- Mahler-Gespräche : Rezeptionsfragen, literarischer Horizont, musikalische Darstellung, avec Friedbert Aspetsberger, Innsbruck, 2002.
- Die Ära Gustav Mahler, avec Oskar Pausch, Vienne, Cologne, Weimar, Böhlau Verlag, 78 pages, 1997.
- Bruckner skizziert, avec Renate Grasberger, Vienne, Musikwissenschaftlicher Verlag, 290 pages, 1991[2].
- Der Graf von Gleichen. D 918, par Franz Schubert, édité par Ernst Hilmar, préface d'Erich Wolfgang Partsch, Tutzing, Schneider, 1988[3].